# Voorarrest
Voorarrest is de periode dat een verdachte zijn vrijheid wordt ontnomen voordat de berechting plaatsvindt. Inverzekeringstelling en voorlopige hechtenis zijn vormen van voorarrest. 

## Voorarrest in Nederland
In Nederland is het voorarrest geregeld in het Wetboek van Strafvordering. Verdachten mogen niet langer in voorarrest zitten dan de duur van de daarna opgelegde vrijheidsstraf. De wet eist dat het voorarrest wordt verrekend met de opgelegde straf. Bij oplegging van een boete mág het voorarrest worden verrekend, bij oplegging van een vrijheidsstraf (gevangenisstraf of hechtenis) móet dat.
Voorarrest mag maximaal 110 dagen en 15 uur duren. Het ophouden voor onderzoek valt ook onder voorarrest.
Als het onderzoek na die 110 dagen nog niet is afgerond bestaat er ook nog de mogelijkheid de zaak, verdere afhandeling en dus een veroordeling, aan te houden voor de duur van 3 maanden. Dit kan ook weer verlengd worden, maar dan is er wel elke keer een rechtbank die zich daarover moet buigen.